# Дарко Лунгулов
Дарко Лунгулов (Београд, 1963) српски је филмски редитељ, сценариста и филмски продуцент.

## Биографија
Рођен у Београду, Србија. Лунгулов је стеркао диплому из области филм и видео на Градском колеџу у Њујорку (енгл. City College of New York).
Године 2004. његов документарац Escape освојио је награду публике на Међународном филмском фестивалу у Хамптонсу. Затим је приказан на филмским фестивалима ИДФА, Лајпциг иGoEast.
Лунгулов дебитантски играни филм, Тамо и овде, освојио је награду за најбољу њујоршку нарацију на Трајбека Филм Фестивалу 2009. године. Добио је признање критике од The Hollywood Reporter, The New York Times, IndieWire, и Variety. Филм је приказан у биоскопима у САД, Немачкој, Швајцарској, Мађарској и Грчкој. Ту и тамо је првобитно изгласан да буде српски кандидат за Оскара на страном језику, али је касније повучен због „превише енглеског језика у дијалогу“. Лунгулов је проглашен за најбољег редитеља од стране FIPRESCI Србија 2009. Током 2010. Лунгулов је био члан жирија Трајбека филмског фестивала.
Лунгулова мрачна комедија Споменик Мајклу Џексону, премијерно је приказана 2014. године. Филм је имао светску премијеру на Међународном фестивалу у Карловим Варима . Освојио је источноевропску филмску награду на Међународном филмском фестивалу у Санта Барбари 2015. и награду Гран При на Филмском фестивалу у Нешвилу. Добио је признање критике од Variety-а и Cineuropa.
Лунгулов је био један од косценариста филма Добра жена – редитељског првенца српске глумице Мирјане Карановић – који је светску премијеру имао на Филмском фестивалу Санденс.
Режирао је дугометражни документарни филм о YU групи, Yu grupa - Trenutak sna. Филм је настајао седам година а приказан је премијерно у Србији новембра 2023. Био је уврштену селекцију неколико српских и светских филмских фестивала.
Он продуцира своје дугометражне филмове и такође је копродуцирао анимирани краткометражни филм Murder in the Cathedral (2020) и друга остварења. Режирао је неколико епизода серије Сумњива лица.
Априла 2024. додељена му је Награда града Београда „деспот Стефан Лазаревић”.

## Филмографија
| Филмографија | Филмографија            | Филмографија | Филмографија | Филмографија                            |
| Година       | Наслов                  | Позиција     | Позиција     | Напомене                                |
| Година       | Наслов                  | Редитељ      | Сценариста   | Напомене                                |
| ------------ | ----------------------- | ------------ | ------------ | --------------------------------------- |
| 2004.        | Escape                  | Да           | Да           | краткометражни играни филм              |
| 2009.        | Тамо и овде             | Да           | Да           | дугометражни играни филм                |
| 2014.        | Споменик Мајклу Џексону | Да           | Да           | дугометражни играни филм                |
| 2014.        | Једнаки                 | Да           | Не           | редитељ сегмента Анђела, коаутор        |
| 2016.        | Добра жена              | Не           | Да           | косценариста                            |
| 2021.        | Најбољи голман на свету | Да           | Не           | дугометражни документарни филм, коаутор |
| 2023.        | Yu Grupa - Trenutak sna | Да           | Да           | дугометражни документарни филм          |
| 2026.        | 1970 (филм)             | Да           | Да           | дугометражни играни филм                |